# Побрђе (Братунац)
Побрђе је насељено мјесто у општини Братунац, Република Српска, БиХ. Према попису становништва из 2013. године, у насељу је живјело 200 становника.

## Географија
Обухвата подручје од 375 хектара.

## Становништво
| Националност       | 2013. | 1991. | 1981. | 1971. | 1961. |
| Срби               | 192   | 196   | 338   | 339   | 307   |
| Муслимани          | 8     | 50    | 49    | 12    |       |
| остали и непознато |       |       | 2     |       |       |
| Укупно             | 200   | 246   | 389   | 351   | 307   |

| Демографија | Демографија | Демографија |
| Година      | Становника  | Становника  |
| ----------- | ----------- | ----------- |
| 1961.       | 307         |             |
| 1971.       | 351         |             |
| 1981.       | 389         |             |
| 1991.       | 246         |             |
| 2013.       | 200         |             |